# Дроздецкий, Дмитрий Анатольевич
Дмитрий Анатольевич Дроздецкий (род. 15 июля 1965, Красногорск, Московская обл.) — российский художник, иллюстратор, живописец и график из группы «Митьки».

## Биография
Первичное художественное образование — детская художественная школа. В то время участие в выставках детских и подростковых художников Токио: 1977 — лауреат, Дели — 1978 2-я премия, Мадрид — 1979 (1-я премия «My world») и др. На протяжении пяти последующих лет первые довольно удачные попытки работать самостоятельно.
Во время обучения в МИИГАиК — первая персональная выставка в 1984 г. В 1987 г. поступил в Рижскую Академию художеств, проучился заочно два года на кафедре рекламного дизайна.
В период с 1986 по 1991 год было написано около 120 живописных и более 560 графических работ.
C 1991 по 1993 г. работал художником-иллюстратором в московском издательстве «Книга».
В 1994 году познакомился с художниками группы Митьки и поэтом Михаилом Сапего, с которым организовал Творческое объединение «Красный Матрос» став его сопредседателем. Проиллюстрировал более 50-ти книг.
С 1997 года участие в выставках группы художников «Митьки». Работы находятся в частных коллекциях — России, Литвы, Латвии, Эстонии, Украины, Франции, Италии, Финляндии, США, Японии, ФРГ, Голландии, Австрии, Великобритании, Бельгии, Испании, Кубы, Израиля и др. А также в Государственном Русском музее, Псковском Государственном художественном музее, Екатеринбургском художественном музее, Себежском краеведческом музее и др.
- С 2000 г. Член Союза художников России, секция станковой живописи.
- С 2002 г. Член Международного художественного фонда

## Персональные выставки
- МИИГАиК — 1985 г. октябрь-декабрь.
- Выставочный зал Тверской картинной галереи — 1995 — декабрь.
- Музей Достоевского — 1996 г. февраль Санкт-Петербург.
- Выставочный зал Тверской картинной галереи — 1996 — октябрь.
- Выставочный зал Тверской картинной галереи — 1997 — ноябрь.
- Государственный музей-усадьба «Архангельское» — 2000 г. — июль-август.
- «36 картин» Международный дипломатический комплекс «Росинка» 2002 г. — январь, февраль.
- «36 картин» — Красногорск 2002 — март
- «Пейзажи» — Государственный музей-усадьба «Архангельское» 2003 г. — июнь.
- «Санкт-Петербург 300» Милан, Италия 2003 — июль.
- «Армения-Россия» посольство Республики Армения 2003 г. — сентябрь-октябрь.
- «Городской пейзаж» Информационный центр ООН — Москва 2005 г. — октябрь-ноябрь.
- «Живопись» павильон Жозефины. Страсбург. 2006 г. — март.
- Загородный клуб «Династия» Рублёво-Успенское.2006 — декабрь-апрель.
- «44 картины» Красногорская картинная галерея 2009 г. — февраль.

и др.

## Участие в групповых выставках
- 1997 — март. Выставочный зал Тверской картинной галереи «Митьки-пейзаж» — 1997 — март.
- 2002—2003 гг. Различные совместные выставки.
- 2002 г. — «Чапаев» — галерея «Борей» Санкт-Петербург
- 2004 г. — май «Митьки в Себеже»
- 2004 г. — «Митьки и автомобили» осень Москва
- 2005 г. — апрель-май. Муниципальная галерея г. Кимры
- 2005 г. — май, участие в выставке-конкурсе «Золотая кисть России 2005»
- 2005 г. — июнь-сентябрь городская галерея г. Себеж
- 2005 г. — сентябрь «Альтер Эго», ЦДХ Москва
- 2005 г. — ноябрь «Митьки — Чапаев». Чебоксары
- 2006 г. — апрель, участие в выставке-конкурсе «Золотая кисть России 2006»
- 2006 г. — март «Живопись» павильон Жозефины. Страсбург.
- 2007 г. — «Митьки архетипы» — Красноярск, Томск, Витебск и др…
- 2007 г. — выставки в Москве и Российских городах
- 2007 г. — «Свойства искренности» Арт-содружество 2-19 ноября ЦДХ Москва
- 2008 г. — Выставки по городам России
- 2009 г. — «Этикетки» Москва Винзавод. «Галерея№ 2»
- 2010 г. — «Митьки 25 лет» Санкт-Петербург Манеж
- 2011 г. — «Митьки В Себеже» Себеж, Псковская область.
- 2011 г. — «Митки на каникулах» Хельсинки, Финляндия
- 2011 г. — «Міткат» Вильянди, Эстония, «Музей наивного искусства»
- 2011 г. — "Митьки остановки по требованию, " Псков Областной художественный музей
- 2011 г. — "Митьки остановки по требованию, " Красногорск, КИХМ
- 2011 г. — "Митьки остановки по требованию, " Валдай,
- 2011 г. — "Митьки-космос, " Митьки-ВХУТЕМАС
- 2012 г. — "Митьки-космос, " Музей космоса (Москва)
- 2012 г. — «Митьки» Хельсинки, Финляндия
- 2012 г. — "Митьки-космос, " Исторический музей (Королёв)
- 2012 г. — "Митьки-космос, " Дом космонавта (Звёздный городок)
- 2013 г. — «Митьковский плакат» ЦДХ Москва декабрь

и др.